# Attheyella nordenskioldii
Attheyella nordenskioldii is een eenoogkreeftjessoort uit de familie van de Canthocamptidae. De wetenschappelijke naam van de soort is voor het eerst geldig gepubliceerd in 1902 door Lilljeborg.